# Maksim Sokolov
Pour les articles homonymes, voir Sokolov.
Maksim Anatolievitch Sokolov - en russe : Максим Анатольевич Соколов et en anglais : Maxim Sokolov (né le 27 mai 1972 à Leningrad en URSS) est un joueur professionnel russe de hockey sur glace,.

## Biographie

### Carrière en club
En 1992, il commence sa carrière avec le SKA Saint-Pétersbourg dans la MHL, l'élite russe. De 2000 à 2002, il évolue avec le Severstal Tcherepovets.
Il remporte la Superliga 2004 et la Coupe d'Europe des clubs champions 2005 avec l'Avangard Omsk. Il a depuis porté les couleurs du Metallourg Novokouznetsk et est revenu au SKA Saint-Pétersbourg. Le 4 novembre 2010, il est échangé au Traktor Tcheliabinsk en retour d'un choix de deuxième ronde au repêchage d'entrée dans la KHL 2011.

### Carrière internationale
Il a représenté la Russie au niveau international. Il a participé aux Jeux olympiques d'hiver de 2006. La Russie remporte la médaille d'argent au championnat du monde senior 2002 et le bronze en 2005.

## Trophées et honneurs personnels
Superliga
- 2001 : participe au Match des étoiles avec l'équipe ouest.
- 2002 : participe au Match des étoiles avec l'équipe est.
- 2004 : nommé dans l'équipe type.
- 2004 : nommé meilleur gardien.
- 2006 : participe au Match des étoiles avec l'équipe ouest.

Coupe Karjala
- 1999 : nommé meilleur gardien.

Championnat du monde
- 2002 : nommé dans l'équipe type.